# منظار الأيقونات

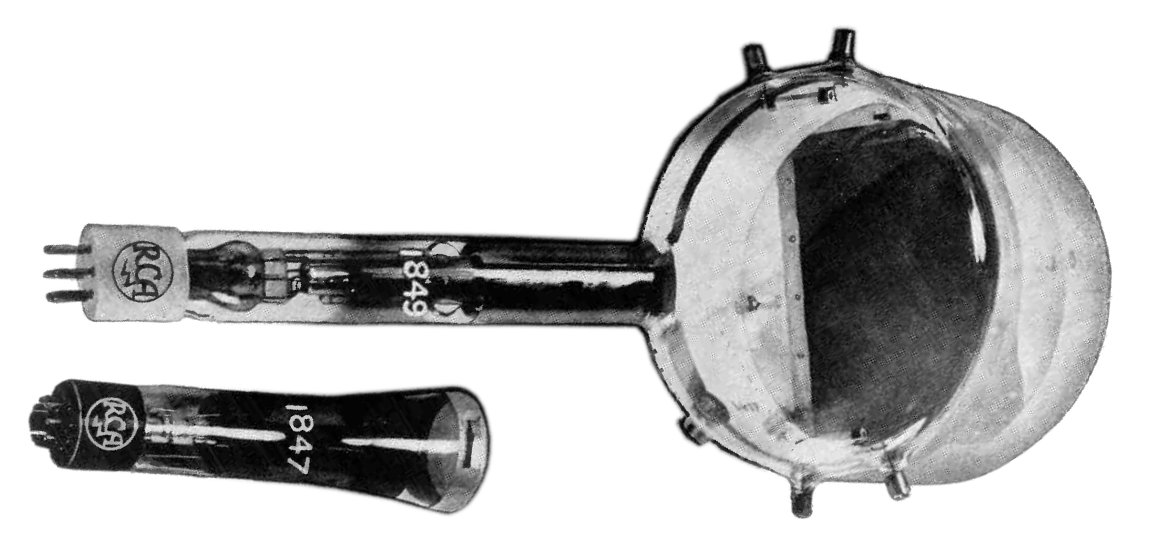

الأيكونوسكوب أو منظار الأيقونات تعني باليونانية (صورة للنظر، أو للرؤية) كان أول أنبوب كاميرا فيديو عملي استُخدم في كاميرات التلفاز المُبكرة. أنتج منظار الأيقونات إشارة أقوى بكثير من التصاميم الميكانيكية السابقة، وكان من الممكن استخدامه تحت أي ظرف من الإضاءة الجيدة. كان هذا أول نظام إلكتروني بالكامل يحل مكان الكاميرات الأولى، والتي تستخدم أضواء كشف خاصة أو أقراصًا دوّارة لالتقاط الضوء من نقطة واحدة مضاءة بشدة.
وُصفت بعض مبادئ الجهاز عندما طلب «فلاديمير زوركين» براءتي اختراع لنظام التلفاز في عامي 1923 و1925. قدّمت مجموعة بحثية يرأسها «زوركين» في شركة راديو أمريكا منظار الأيقونات لعامة الناس في مؤتمر صحفي في يونيو 1933، نُشرت ورقتان بحثيتان بشرح تفصيلي في سبتمبر وأكتوبر من العام نفسه. اشترت الشركة الألمانية «تيلي فونكن» الحقوق الملكية من شركة راديو أمريكا لتبتكر كاميرا منظار الايقونات الفائق (سوبر أيكونوسكوب) التي استُخدمت في البث التلفزيوني التاريخي في دورة الألعاب الأولمبية الصيفية عام 1936 في برلين.
استُبدل منظار الأيقونات في أوروبا نحو عام 1936، بـسوبر-إيمترون وسوبر أيكونوسكوب الأكثر حساسية بكثير، في حين أن منظار الأيقونات بقي أنبوب الكاميرا الرئيسي المُستخدم في البث في الولايات المتحدة من عام 1936 وحتى عام 1946، عندما استُبدل بـأبنوب أورثيكون.

## العملية
كان العنصر الأساسي في تشكيل الصورة في منظار الأيقونات هو لوحة الميكا مع نمط من الحبيبات الحساسة للضوء الملصقة في المقدّمة بواسطة غراء عازل كهربائيًا. تكون الحبيبات عادة مصنوعة من حبيبات الفضة المُغطاة بالسيزيوم أو أكسيد السيزيوم. يغطى الجزء الخلفي من لوحة الميكا بغشاء رقيق من الفضة مقابل الحبيبات الحساسة للضوء، يعمل هذا الغشاء على فصل الفضة الموجودة على الجزء الخلفي من اللوحة، عن الفضة في الحبيبات، ما يؤدي إلى تشكيل مُكثّفات فردية قادرة على تخزين الشحنة الكهربائية، تتوضع عادة على هيئة نقط صغيرة، مُنشئة البكسلات. يُشار إلى هذا النظام ككل بالموزاييك (الفسيفساء).
يُشحن النظام للمرة الأولى عبر مسح اللوحة بمدفع إلكتروني يشبه الموجود في أنبوب عرض التلفاز التقليدي. تؤدي هذه العملية إلى توضّع الشحنات في الحبيبات، والتي تتحلل ببطء في حجرة مظلمة ضمن معدّل معلوم. تُصدر الطبقة الحساسة للضوء إلكترونات من شحنة الفضة المُخزنة بمجرّد تعرّضها للضوء. تتناسب زيادة معدل الانبعاث مع شدة الضوء. تُشكل اللوحة تناظرًا كهربائيًا للصورة المرئية، وتُمثّل الشحنة المخزنة مقلوب متوسط سطوع الصورة في ذلك الموقع.
عندما يمسح شعاع الإلكترون اللوحة مرة أخرى، تمانع أي شحنة متبقية في الحبيبات إعادة التعبئة من قبل الشعاع. ولذلك تضبط طاقة الشعاع بحيث تنعكس أي شحنة تُقاومها الحبيبات في الأنبوب، وتُجمع في حلقة التجميع، وهي حلقة معدنية توضع حول الشاشة.  تختلف الشحنات التي تلتقطها حلقة التجميع عن الشحنة المخزنة في هذا الموقع.
تُستخدم حلقة التجميع أيضًا لجمع الالكترونات التي تُطلقها الحبيبات في عملية الإصدار الضوئي، فإذا كان المدفع الإلكتروني يمسح منطقة مظلمة، تطلق الحبيبات الممسوحة ضوئيًا عددًا قليلًا من الإلكترونات، لكن بقية الفسيفساء تطلق إلكترونات أيضًا وتُجمع خلال ذلك الوقت. نتيجة لذلك، يظهر المستوى الأسود للصورة بالاعتماد على متوسط سطوعها، مما يُسبب في أن يكون لمنظار الأيقونات نمط مرئي غير مكتمل. يمكن منع ذلك عن طريق الحفاظ على سطوع عال. يقود ذلك أيضًا إلى الاختلافات المرئية بين المشاهد التي يتم تصويرها في الداخل وبين ما يتصور في الهواء الطلق ضمن ظروف إضاءة جيدة.
وبما أنه من الواجب تركيز مدفع الإلكترون والصورة نفسها على الجانب ذاته من الأنبوب، فعلينا أيضًا الاهتمام بالترتيب الميكانيكي للمكوّنات. يُبنى المنظار عادة مع الفسيفساء داخل أنبوب أسطواني ذي نهايات مسطّحة، وتوضع اللوحة أمام إحدى النهايات. توضع عدسة كاميرا التصوير التقليدية أمام الطرف الآخر وتركّز على اللوحة. يوضع بعد ذلك مدفع الإلكترون أسفل العدسة بشكل مائل ليكون موجهًا نحو اللوحة ولو بزاوية. يمتاز هذا الترتيب بأن كلًا من العدسة ومدفع الإلكترون يقعان أمام لوحة التصوير، ما يسمح بتقسيم النظام على هيئة هيكل مربع الشكل، وتكون العدسة داخل العلبة تمامًا.
ونظرًا لميلان مدفع الإلكترون مقارنةً بالشاشة، تكون صورته على الشاشة بشكل حجر العقد، لا كلوحة مستطيلة. بالإضافة إلى ذلك، يكون الزمن اللازم لوصول الالكترونات للأجزاء العليا من الشاشة أطول من المناطق المنخفضة الأقرب للمدفع. تُضبط الإلكترونات في الكاميرا لهذا التأثير بتغيير طفيف في معدّلات المسح.
يؤدي تراكم وتخزين الشحنات الكهروضوئية خلال كل دورة مسح لزيادة كبيرة في الناتج الكهربائي لمنظار الأيقونات، وذلك بالنسبة لنوع أجهزة مسح الصورة التي لا تتضمن تخزينًا. في إصدار عام 1931، كان شعاع الإلكترون يمسح الحبيبات، في أما في إصدار عام 1925، كان شعاع الإلكترون يمسح الجزء الخلفي من لوحة الصورة.
حل المهندس المجري «كالمان تيهاني» في بداية عام 1925 مشكلة حساسية الضوء المنخفضة الناتجة عن انخفاض إنتاج الكهرباء من أنابيب الإرسال أو الكاميرا بتقنية تخزين الشحنات. كان حلّه عبارة عن أنبوب كاميرا يجمع ويخزّن الشحنات الكهربائية (الإلكترونات الضوئية) داخل الأنبوب طوال كل دورة مسح. وُصف الجهاز لأول مرة في طلب براءة اختراع نظام تلفزيوني أطلق عليه اسم (راديوسكوب) والذي قُدّم في هنغاريا في مارس عام 1926. بعد إجراء المزيد من التحسينات في طلب براءة الاختراع عام 1928، أُعلن عن براءة اختراع «تيهاني» في بريطانيا عام 1930. مما جعله يتقدّم بطلب للحصول على براءات الاختراع في الولايات المتحدة.